# Operación Anklet
La Operación Anklet fue el nombre en clave dado al asalto de comandos británicos durante la Segunda Guerra Mundial en las islas Lofoten, se llevó a cabo entre el 26 y el 27 de diciembre de 1941 por 300 hombres del 12º Comando y la 1ª Compañía Independiente Noruega. El grupo de desembarco recibió el apoyo de 22 barcos de tres armadas distintas.
Al mismo tiempo, se realizó otro asalto de forma coordinada en Vågsøy, con el nombre de Operación Archery, el 27 de diciembre de 1941, por lo que se considera a la Operación Anklet como una incursión de distracción, buscando dispersar las fuerzas navales y aéreas alemanas.

## Contexto
Tras la evacuación de la Fuerza Expedicionaria Británica de Dunkerque en 1940, el primer ministro británico Winston Churchill ordenó la ejecución de distintos asaltos para causar bajas en las líneas alemanas y subir la moral británica. Churchill contactó con los miembros del Estado Mayor para crear un grupo ofensivo contra la Europa ocupada diciendo: "Las tropas deben estar especialmente preparadas para cazar al enemigo y crear un reinado del terror en las filas enemigas."
El teniente coronel Dudley Clarke, realizó tal propuesta al general Sir John Dill, Jefe del Estado Mayor el cual, consciente de las intenciones de Churchill, aprobó la propuesta de Clarke.
Los comandos se crearon bajo el control operacional del Cuartel General de Operaciones Combinadas. El almirante Sir Roger Keyes fue el seleccionado para comandar esta unidad desde un inicio, siendo veterano en la batalla de Gallipoli y en el asalto a Zeebrugge durante la Primera Guerra Mundial. En 1940, se hizo un llamamiento a los soldados en servicio activo de las formaciones que todavía continuaban en terreno británico, y a aquellos pertenecientes de las divisiones de las Compañías Independientes que originalmente sirvieron en la Campaña de Noruega y actualmente se estaban disolviendo.   
Las islas Lofoten forman parte de la línea costera del noroeste de Noruega, dentro del círculo polar ártico. La Operación Anklet fue el segundo asalto a estas islas. El primero, la Operación Claymore, tuvo lugar en marzo de 1941, y el tercero, Operación Archery, tuvo lugar al mismo tiempo que la Operación Anklet.
El asalto lo organizó Cuartel General de Operaciones Combinadas y únicamente se iban a utilizar unidades navales y terrestres, la Real Fuerza Aérea no se involucró en esta operación. Los inconvenientes que esto causó hicieron que este fuera el último asalto que se realizó sin apoyo aéreo.
La fuerza naval formada para la operación constó de 22 barcos de tres marinas. La Marina Real británica fue la que proporcionó más barcos entre los que se incluían el crucero ligero HMS Arethusa; seis destructores (HMS Somali, Ashanti, Bedouin, Eskimo, Lamerton y Wheatland); tres dragaminas (HMS Speedwell, Harrier y Halcyon); dos navíos de desembarco (HMS Prins Albert y Prinses Josephine Charlotte); los submarinos HMS Tigris y HMS Sealion; y el barco de reconocimiento HMS Scott. La Real Flota Auxiliar proporcionó dos barcos de reabastecimiento (RFA Grey Ranger y Black Ranger); el buque de carga Gudrun Maersk; y el remolcador Jaunty.
La Armada Real Noruega en el exilio proporcionó las corbetas HNoMS Andenes y Eglantine, mientras que la Armada Polaca proporcionó los destructores ORP Krakowiak y Kujawiak.
La fuerza de desembarco estuvo comprendida por 223 hombres de 12º Comando, apoyados por 77 hombres de la 1ª Compañía Independiente Noruega.

## Objetivo
El grupo naval estaba atracado en tres localizaciones: Scapa Flow, Greenock y Lerwick. Este grupo, ahora conocido como Fuerza J, salió de Scapa y Greenock con rumbo a las islas Lofoten el lunes 22 de diciembre, y los amarrados en Lerwick abandonaron puerto al día siguiente. En Ruta para unirse a la fuerza principal, el barco de desembarco de infantería Prinses Josephine Charlotte sufrió una avería en el motor y, junto con su escolta, el destructor Wheatland volvió a Scapa, llegando el 24 de diciembre. Tras esto, el Wheatland dejó Scapa el 25 de diciembre para reunirse, en solitario, con el resto de Fuerza J. Cuando la Fuerza J. se aproximaba a las islas, el submarino Sealion estaba en posición para actuar como baliza de navegación para el ataque.
Una vez la Fuerza J. llegó, el barco de desembarco Prins Albert, escoltado por el destructor Lamerton y las corbetas Eglantine y Acanto, se dirigió hacia Moskenesøya para desplegar a los comandos. Algunos de los otros barcos realizaron operaciones cerca de las islas. El destructor Bedouin destruyó una estación radiofónica en Flakstadøya, mientras que el crucero Arethusa y los destructores Somali, Ashanti, y Eskimo se dirigieron a Vestfjorden. Allí capturaron los barcos de vapor noruegos Kong Harald y Nordland, y Ashanti hundió un patrullero alemán.
La fuerza de 300 hombres desembarcó en Boxing Day a las 06:00. Esta fecha fue elegida por los británicos, que esperaban que la guarnición alemana se centrara en las festividades navideñas y, por lo tanto, no estuvieran preparados para defenderse apropiadamente del asalto. Los desembarcos no recibieron resistencia, ya que los comandos, vestidos con un mono de camuflaje blanco, se desplegaron en el lado occidental de la isla Moskenesøya. Pronto ocuparon los pueblos de Reine y Moskenes, capturando a la pequeña guarnición alemana de la zona y unos cuantos Quislings noruegos en la estación radiofónica en Glåpen.

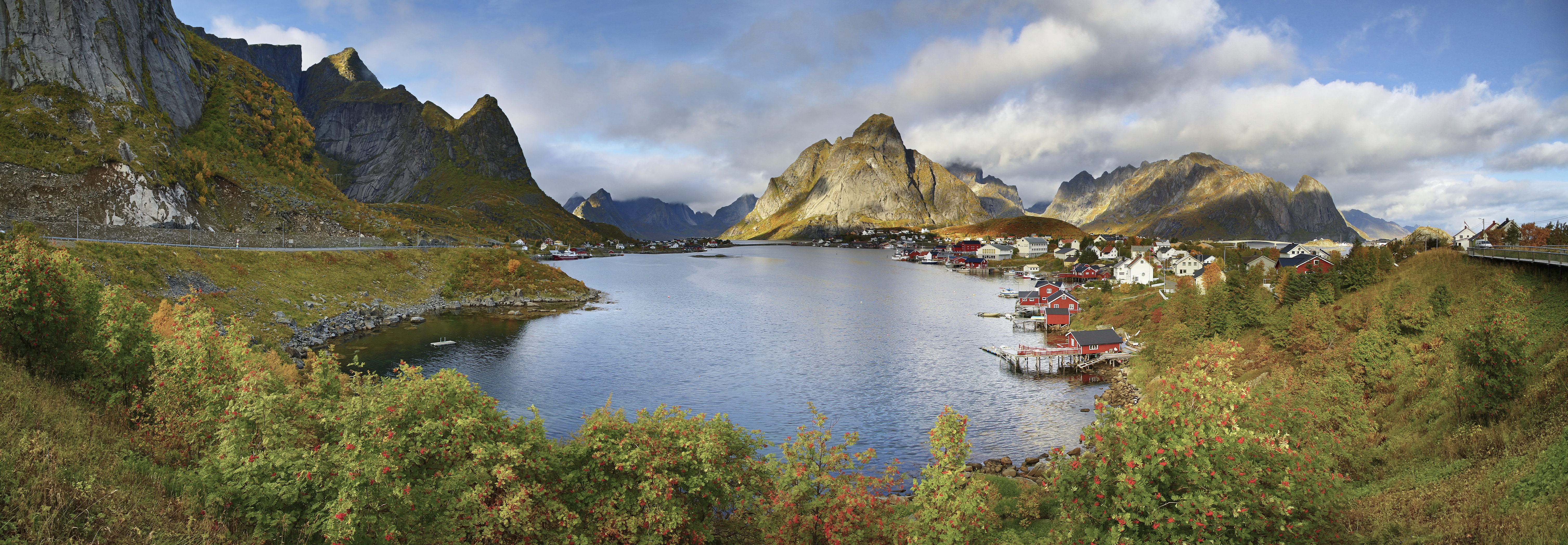
Reine, uno de los pueblos que se ocuparon durante la operación.

El crucero Arethusa fue atacado el 27 de diciembre de 1941 por un hidroavión alemán. A pesar de no ser alcanzado, sufrió ciertos daños que requirieron 14 semanas en puerto para repararlos. Sin soporte aéreo, el comandante del asalto, el almirante Hamilton, habiendo ocupado los pueblos noruegos durante dos días, decidió retirar sus fuerzas de la zona y volver a Scapa, llegando el 1 de enero de 1942.

## Consecuencias
Durante Operación Anklet, dos transmisores radiofónicos fueron destruidos, varias barcos alemanes fueron capturados o hundidos, y un pequeño número de alemanes y Quislings fueron hechos prisioneros de guerra. La armada también capturó una máquina de codificación Enigma del barco patrullero que se habían hundido. También regresaron con 200 voluntarios para servir a las Fuerzas Noruegas Libres. La operación se efectuó de forma satisfactoria y no se contaron bajas en las filas aliadas. En cambio, gracias a esta operación, los aliados no volverían a realizar esta clase de incursiones sin el debido apoyo aéreo. Durante la guerra,  se realizaron 12 asaltos con comandos en territorio noruego. La respuesta alemana fue incrementar el número de tropas destinadas ahí. Para 1944, la guarnición alemana en Noruega aumentó hasta los 370 000 hombres. Una división de infantería británica en 1944 tenía 18 347 hombres.